# مون (الدنمارك)
مون (بالدنماركية: Møn)‏ وهي جزيرة تقع جنوب شرق الدنمارك، حتى 2007 مقاطعة مُستقلة وأصبحت تابعة فيما بعد لمقاطعة فوردنغبورغ، تبلغ مساحة الجزيرة 615 كلم مربع وعدد سكانها 46,307 حسب إحصاء 2005 والجزيرة لها منحدرات مرتفعة وعلى لون أبيض وأكبر مدينة هناك هي مدينة ستيج.